# Volde (Sydslesvig)
Volde (dansk) eller Wohlde (tysk) er en landsby og kommune i det nordlige Tyskland under Kreis Slesvig-Flensborg i delstaten Slesvig-Holsten. Byen ligger øst for Trenen i landskabet Stabelholm i det sydlige Sydslesvig. Byen blev nævnt første gang i 1426.
Kommunen samarbejder på administrativ plan med nabokommunerne i Krop-Stabelholm kommunefællesskab (Amt Kropp-Stapelholm).